# Жан-Ален Бумсонг
Жан-Але́н Бумсо́нг (фр. Jean-Alain Boumsong; нар. 14 грудня 1979, Дуала, Камерун) — французький футболіст камерунського походження, найбільш відомий виступами за «Ювентус» та «Олімпік» (Ліон). Колишній гравець національної збірної Франції.

## Біографія
Бумсонг почав професійну кар'єру в 1997 році в футбольному клубі «Гавр». У 2000 році перейшов до команди «Осер». Грав за команди «Рейнджерс», «Ньюкасл Юнайтед», «Олімпік» (Ліон). З 2010 по 2013 рік грав у чемпіонаті Греції за «Панатінаїкос», після чого завершив кар'єру.
З 2003 по 2009 рік виступав за збірну Франції.

## Титули і досягнення
- Чемпіон Франції (1):

«Ліон»: 2007-08
- Чемпіон Шотландії (1):

«Рейнджерс»: 2004-05
- Володар Кубка Франції (2):

«Осер»: 2002-03
«Ліон»: 2007-08
- Віце-чемпіон світу: 2006
- Переможець Кубка конфедерацій: 2003